# Maisons du Monde
Maisons du Monde è un'azienda francese di arredamento, decorazione e complementi d'arredo, diffusa con punti vendita in vari paesi.

## Storia
Fu fondata a Brest nel 1990 da Xavier Marie, che ne detiene ancora (negli anni 2010) il 20% del capitale sociale. Negli anni l'azienda si è sviluppata fino a comprendere, alla fine degli anni 2000, circa 200 negozi ubicati in varie nazioni (Francia, Italia, Spagna, Lussemburgo, Belgio, Germania, Svizzera) di cui circa 150 nel paese d'origine. Dal 2006 Maisons du monde ha lanciato inoltre il suo sito di e-commerce che contiene il suo catalogo on line di mobili e accessori.
All'inizio di ogni anno l'azienda pubblica e distribuisce un catalogo cartaceo che presenta le sue collezioni. Nel 2010 ha realizzato un fatturato di circa 323 milioni di euro con un organico di circa 4000 dipendenti nel 2011. Il gruppo Maisons du Monde è stato acquisito nel 2013 da Bain Capital, società finanziaria statunitense di private equity, per un importo di 680 milioni di euro.